# Mainzer Kammerspiele

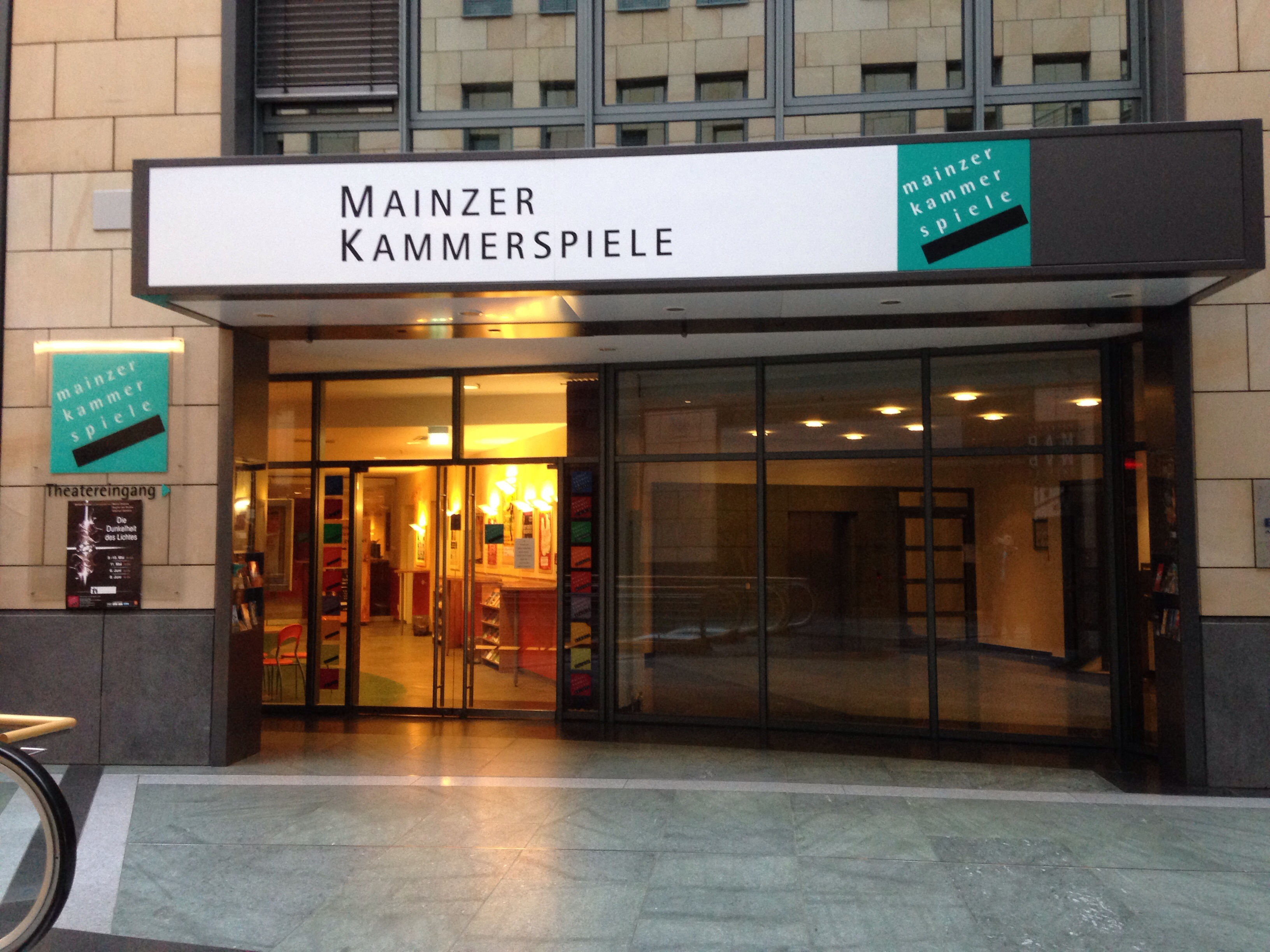
Mainzer Kammerspiele

Die Mainzer Kammerspiele sind ein 1986 gegründetes privates Theater in Mainz. Entstanden ist das Theater aus der Zusammenarbeit mehrerer professioneller freier Schauspieler. Die Mainzer Kammerspiele decken mit ihrem Programm heute ein breites Spektrum an zeitgenössischer Dramatik ab.

## Programm
Pro Spielzeit finden auf der Bühne, die sich im Fort Malakoff Park befindet über 200 Vorstellungen statt. Durchschnittlich sieben eigene Produktionen feiern jährlich Premiere. Momentan arbeiten neun Ensembles an den Mainzer Kammerspielen und präsentieren dort regelmäßig ihre Vorstellungen. Das Spektrum der Inszenierungen reicht vom traditionellen, wie auch dem experimentellen Sprechtheater über zeitgenössisches Ballett und aktuelle Revuen, bis hin zu Musicals für Kinder. Ein besonderer Schwerpunkt liegt nach eigenen Angaben der Kammerspiele auf der Vorstellung zeitgenössischer Autoren, denen hier Erst- und Uraufführungen ermöglicht werden, sowie auf eigenen Erarbeitungen.
Das Programm der Kammerspiele wird ergänzt durch Auftritte bekannter Künstler und Ensembles im Rahmen von Festivals (Figurentheaterfestival, Kindertheaterfestival), Sondergastspiele (Chanson de Luxe) und Kooperationen mit anderen Initiativen und Institutionen. Unter anderem finden Teile des Figurentheaterfestivals No Strings Attached – Figurentheater & mehr auf der Bühne der Kammerspiele statt.

## Organisation
Die Mainzer Kammerspiele erhalten Zuschüsse vom Land Rheinland-Pfalz und der Stadt Mainz, durch die ein Großteil der Festkosten, wie Miete, Verwaltung und Werbung gedeckt werden. Sie werden außerdem unterstützt durch einen Förderverein und einige Sponsoren.
Die einzelnen Ensembles finanzieren sich und ihre Produktionen ausschließlich aus den Eintrittseinnahmen. Hierzu gehören alle Kosten für Bühnenbild, Requisite und Kostüme, Werbematerial und Aufführungsrechte, sowie die Gagen für Darsteller, Regie, Choreografie, Musik, Technik und anderes.
Geführt wird das Theater von einem festangestellten Leitungsteam, das durch ehrenamtliche Kräfte, Praktikanten, sowie die Mitglieder der Ensembles unterstützt wird. Insgesamt arbeiten an den Mainzer Kammerspielen derzeit etwa 90 Personen.
Pro Spielzeit werden die Mainzer Kammerspiele von etwa 30.000 Gästen besucht. Neben dem öffentlichen Spielbetrieb besteht die Möglichkeit, das Theater für Veranstaltungen aller Art zu mieten.